# Villa Berglunda

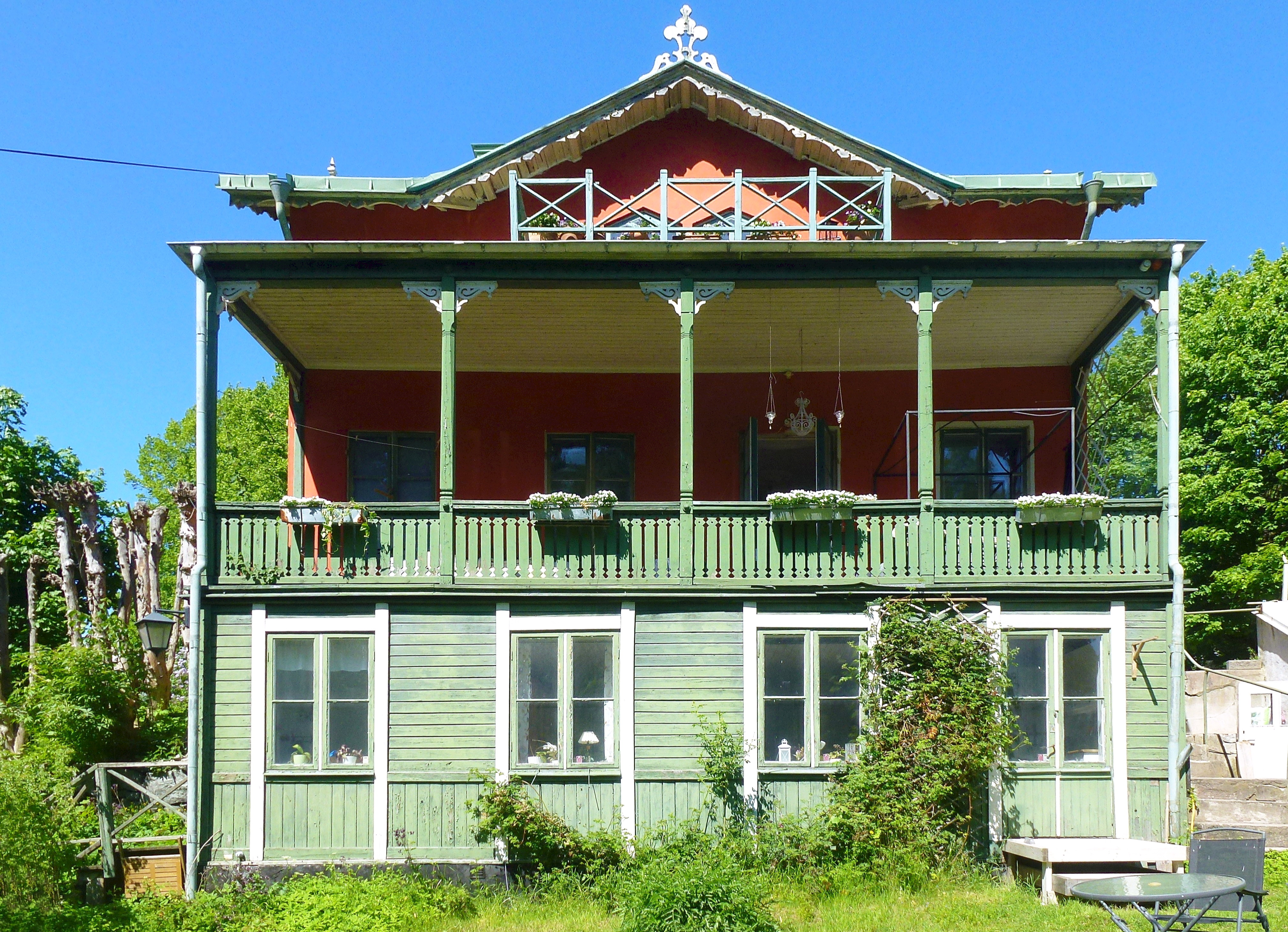
Villa Berglundas punschveranda, 2015.

Villa Berglunda är en privatvilla vid Slottsallén 1 på Ulriksdals slotts område i Solna kommun. Huvudbyggnaden uppfördes på 1800-talets mitt för destillatören J.D. Leufvenmark och fick sitt nuvarande utseende under vinhandlaren Johan Daniel Grönstedt.

## Historik

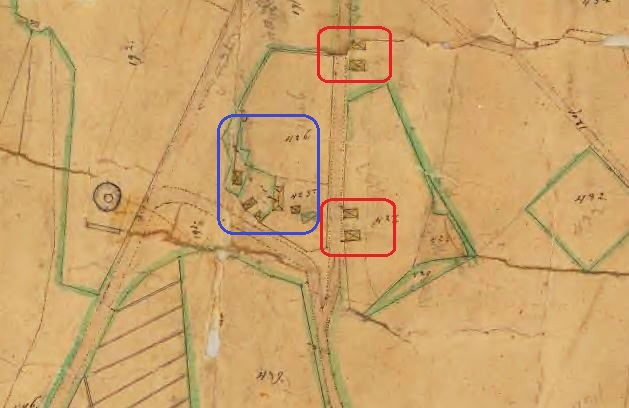
Ulriksdals vaktstugor (röd markering) och Berglunda (blå markering), 1854.

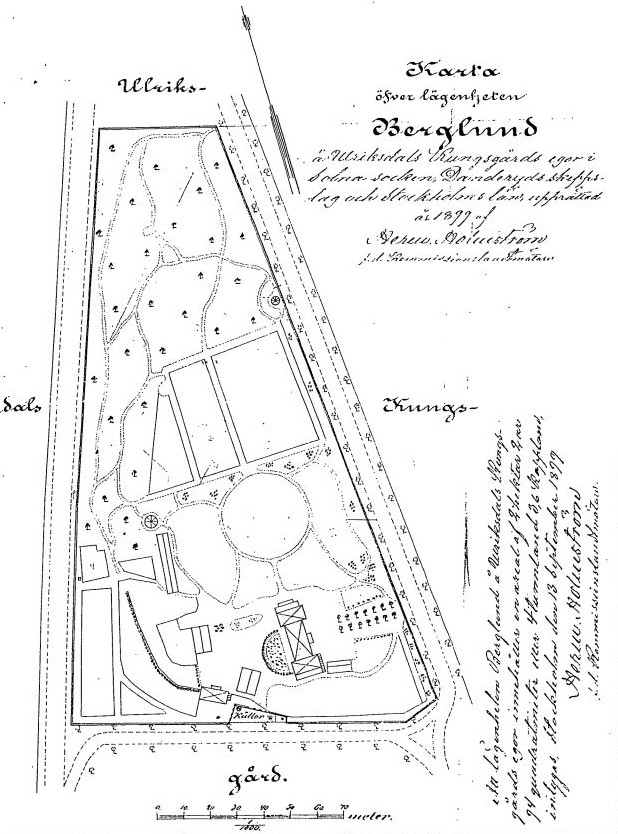
Villatomten 1899.

På platsen för dagens Berglunda fanns ursprungligen en av slottets vaktstuga (se Ulriksdals vaktstugor). Den siste vaktkarlen på stället var Petter Holm. År 1808 namngav han bebyggelsen Bergalund(a) och började hyra ut rum till sommargäster.
Efter 1830 arrenderades stället av destillatören J.D. Leufvenmark som lät riva nästan samtliga hus och uppföra nya. År 1863 förvärvade vinhandlaren Johan Daniel Grönstedt (känd för sin konjak och punsch) Berglunda för 15 000 riksdaler och lät bygga om och till huset till sitt privata sommarnöje. Vid norra gaveln tillkom en flygel 1864 och mot söder ytterligare en flygel på 1880- eller 1890-talet. Under Grönstedt tillkom även två stora verandor, som gav upphov till namnet ”punschveranda”. 
På den 1,5 hektar stora arrendetomten finns även ett stall från 1830, ett brygghus från 1864, källarbyggnaden ”Nedre Berglunda” från 1880- eller 1890-talet, ett växthus och ett litet lusthus. Största delen av tomten upptogs av en stor park som sträckte sig mot norr. Huvudbyggnaden har en boarea av 370 m² fördelade på nio rum. 
Huset restaurerades 1953 efter ritningar av arkitekt Erik Lundberg. Berglunda är ett reveterat trähus med sadeltak. Fasaderna är avfärgade i roströd kulör medan trädetaljer och yttertaket är målade i grön kulör. I november 2014 värderades Villa Berglunda till 27 miljoner kronor. Då var ägarna Peter Gaszynski och hustru Maria Sandberg. Villa Berglunda ägs från och med år 2016 av paret Shaobin Zhang och Qiaozhen Zhang.

## Bilder

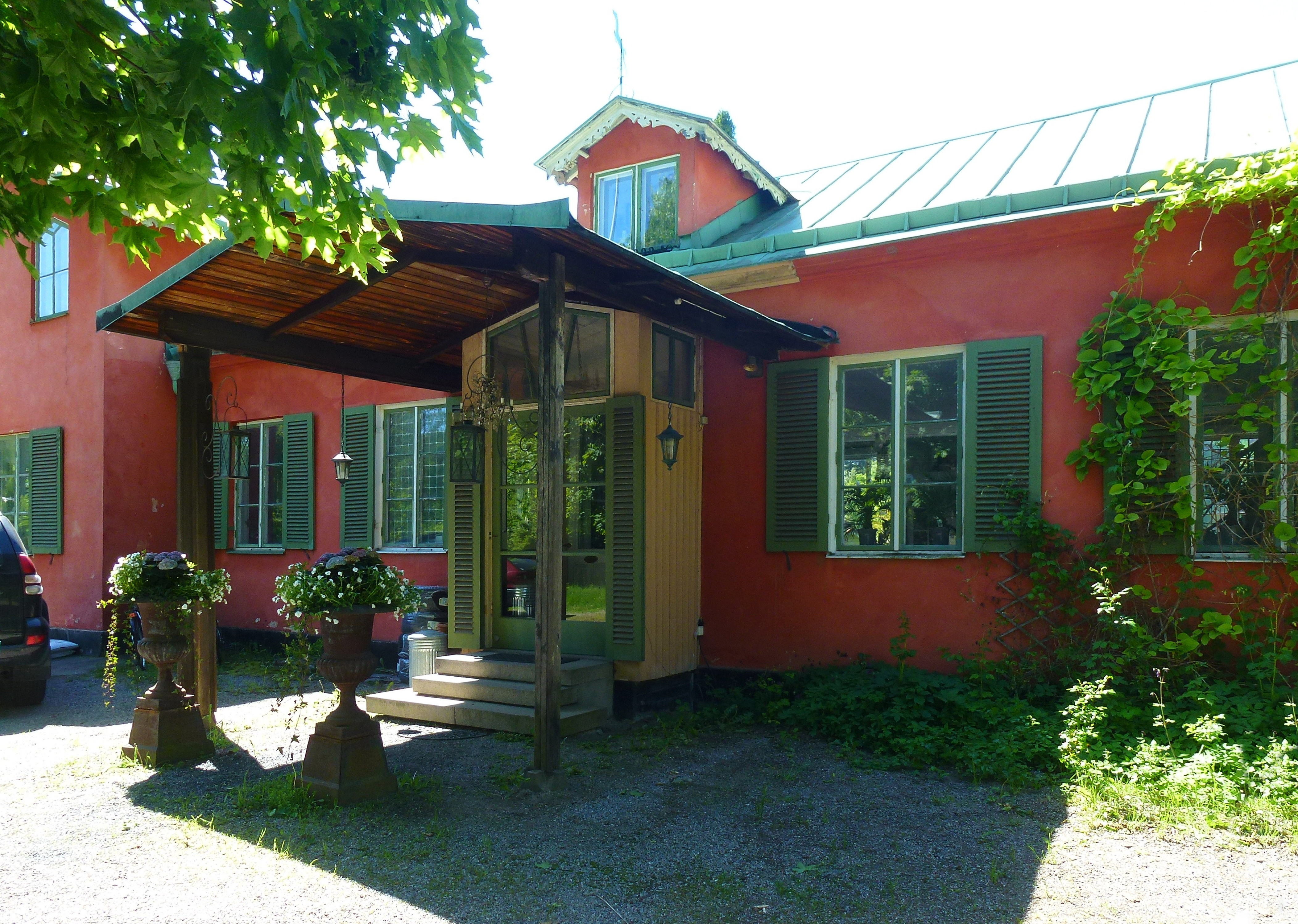
Entrén
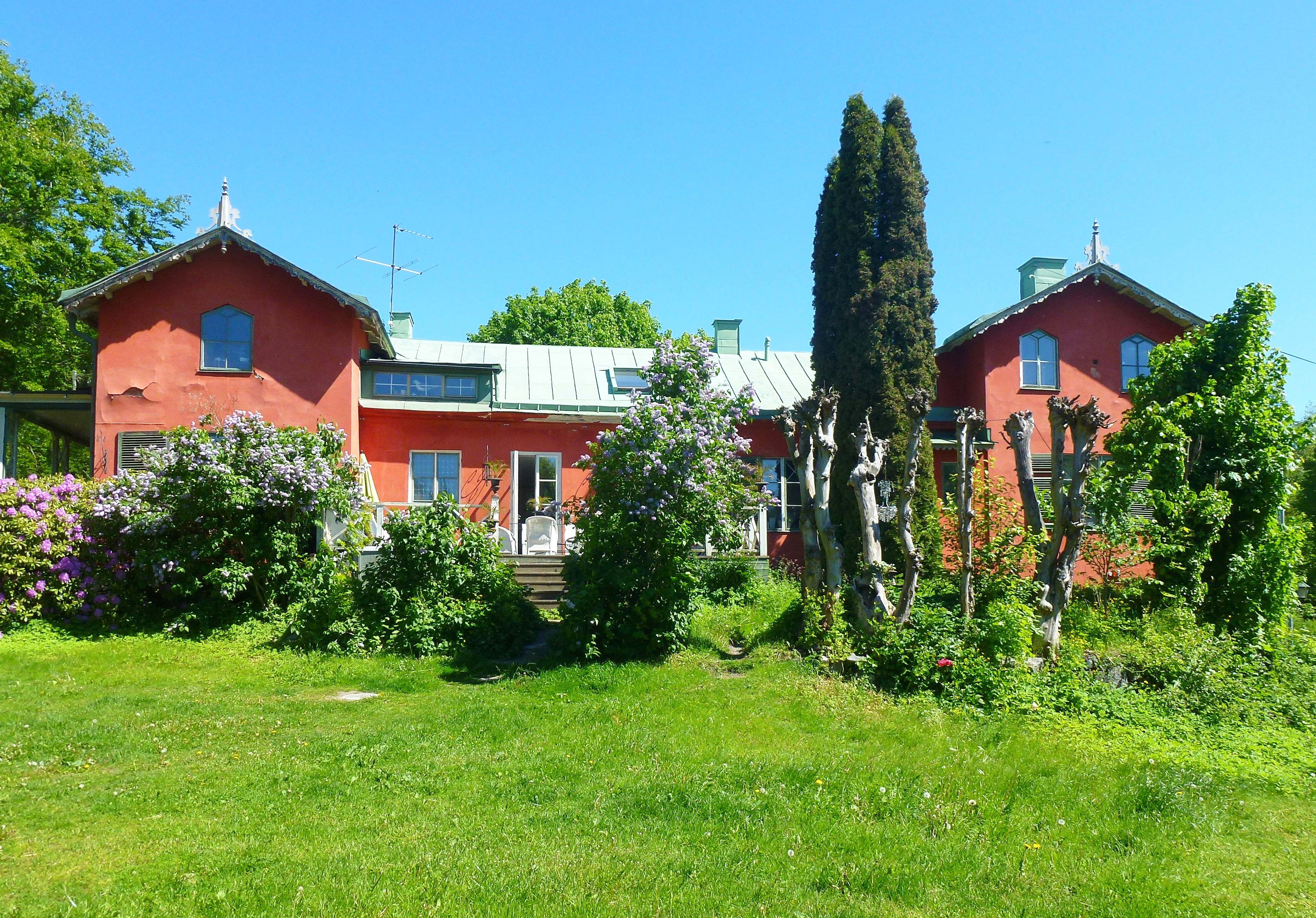
Trädgårdssidan
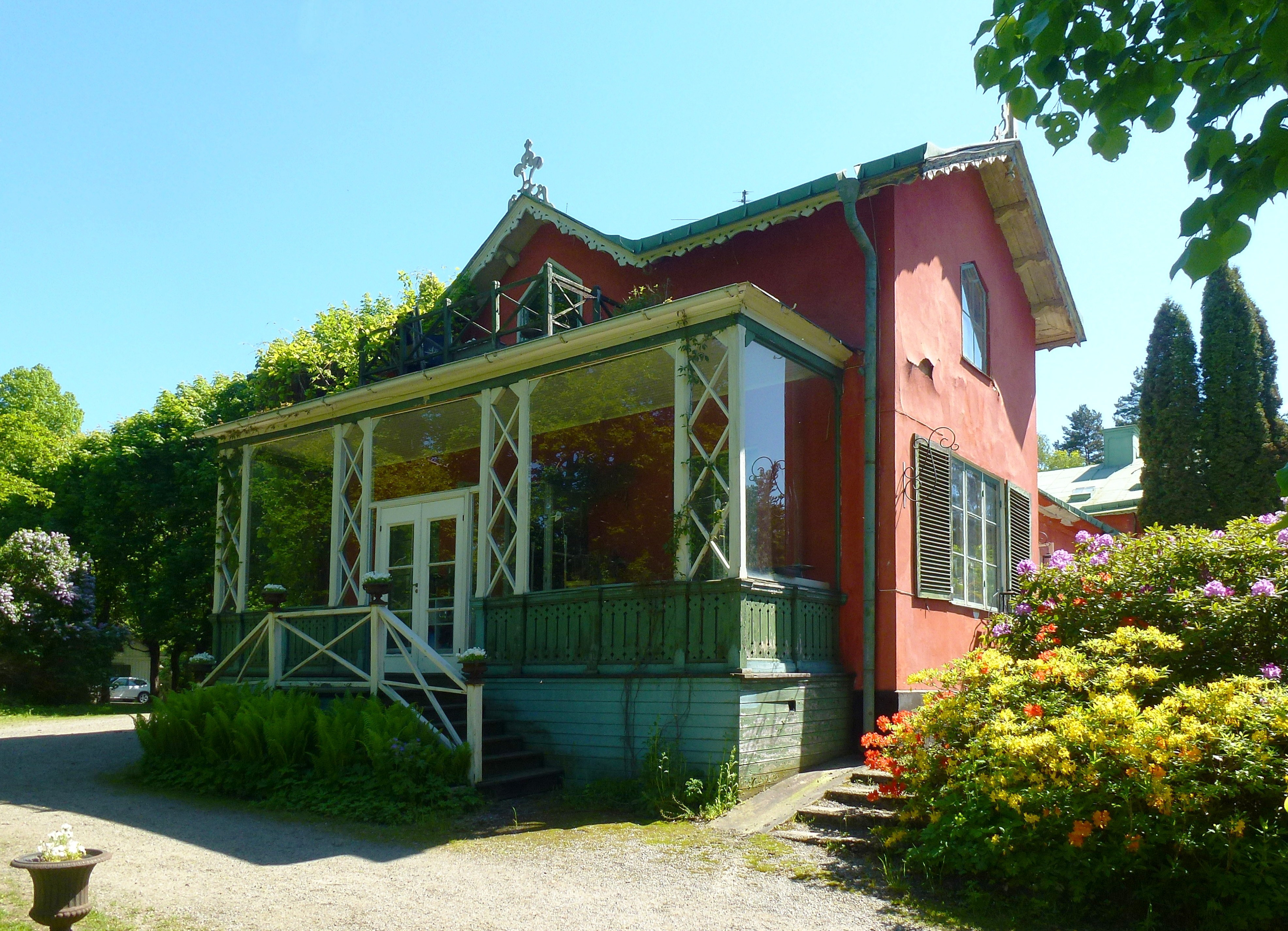
Grönstedts punschveranda
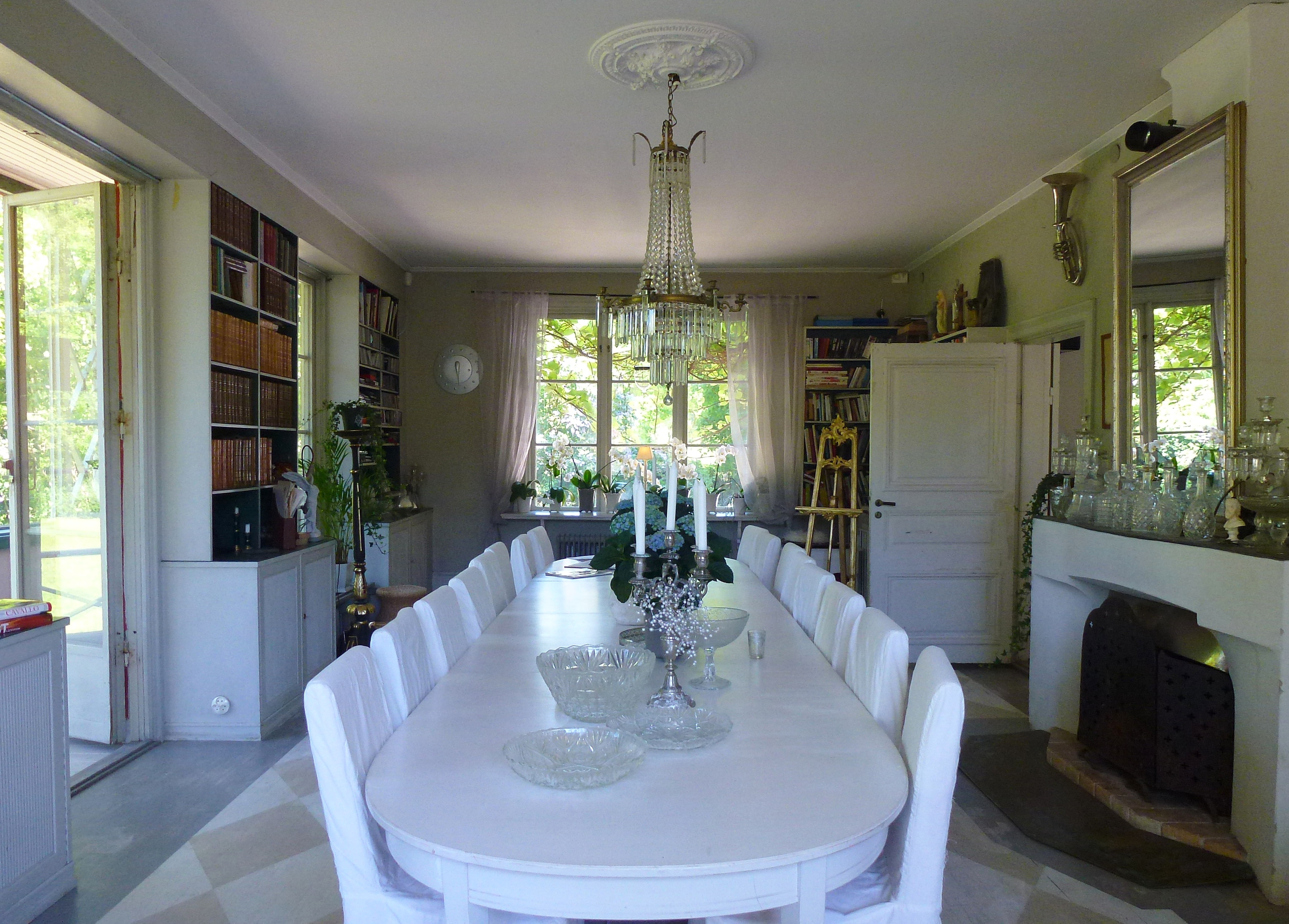
Matsalen
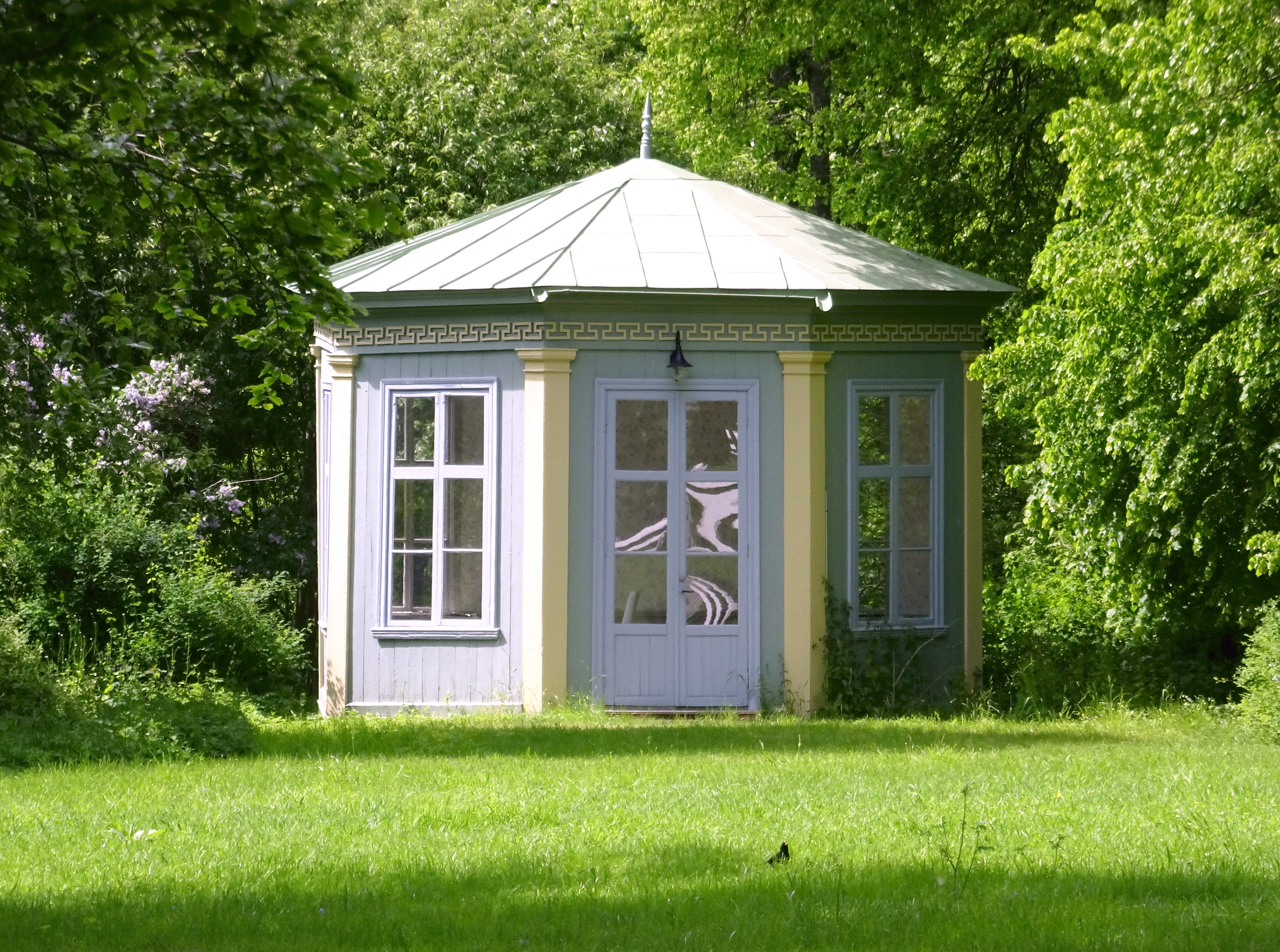
Lusthuset